# Reginald Stuart Poole
Reginald Stuart Poole (27 janvier 1832 - 8 février 1895), connu sous le nom de Stuart Poole, est un archéologue, numismate et égyptologue anglais. Stuart Poole est issu d'une célèbre famille orientaliste, comme sa mère Sophia Lane, son oncle Edward William Lane et son neveu Stanley Lane-Poole, célèbres pour leur travail dans ce domaine. Son autre oncle, Richard James Lane (en), est un lithographe et graveur victorien.

## Biographie
Né à Londres, il est le fils du révérend Edward Poole, un bibliophile bien connu. Ses parents se séparent pendant sa petite enfance et sa mère, Sophia Lane, emmène ses fils en Égypte pour vivre avec son frère, l'orientaliste Edward William Lane. Au cours de leur résidence de sept ans au Caire de 1842 à 1849, Sophia Lane écrit L'Anglaise en Égypte, tandis que son fils s'imprègne très tôt d'un goût pour les antiquités égyptiennes.
En 1852, Stuart Poole devient assistant au British Museum et est affecté au Département des monnaies et médailles, dont il devient en 1870 le conservateur. À ce titre, il travaille comme écrivain, enseignant et administrateur. Il est en grande partie responsable de la fondation de la Société d'exploration de l'Égypte en 1882 et de la création de la Society of English Medallists en 1884 . Il est professeur Yates d'archéologie à l'University College de Londres à partir de 1889 et également chargé de cours à la Royal Academy. En 1883, il reçoit un diplôme honorifique de l'Université de Cambridge. Il reçoit la médaille de la Royal Numismatic Society en 1892.
Le 6 août 1861, il épouse Eliza Christina Forlonge, fille de William Forlonge, avec qui il a quatre enfants, dont Sir Reginald Ward Poole.
Poole prend sa retraite en 1893 et meurt en 1895.

## Travaux
Certains des meilleurs travaux de Poole sont ses articles pour la 9e édition de l'Encyclopædia Britannica, sur l'Égypte, les hiéroglyphes et la numismatique. Il écrit également pour Smith's Dictionary of the Bible et publie des volumes traitant de ses sujets particuliers.
Poole est l'un des ardents défenseurs en Angleterre de l'œuvre de Jean-François Champollion lorsqu'il est durement critiqué par George Lewis jusqu'en 1862. En réponse à la critique de Lewis, Poole défend la méthode de Champollion en la décrivant comme « la méthode d'interprétation des hiéroglyphes créée par le Dr Young et développée par Champollion. »

## Publications
- 1860 : Le Caire, le Sinaï, Jérusalem et les pyramides d'Égypte : une série de soixante vues photographiques par Francis Frith, Sophie Lane Poole et Reginald Stuart Poole[4]
- 1860 : La Genèse de la Terre et de l'Homme : un examen critique de passages des Écritures hébraïques et grecques, principalement en vue de la solution de la question, si les variétés de l'espèce humaine ont plus d'une origine
- 1861 : Sur une pièce de Mallus en Cilicie, [lire le 26 janvier 1859], NC, New Series, vol. 1 (1861), partie 2, p. 87-90, texte fig.
- 1861 : Sur une pièce de cuivre de la classe frappée après la mort d'Alexandre le Grand, par ses généraux, avant qu'ils ne prennent des titres royaux, [lire 25 avril 1861], NC, New Series, vol. 1 (1861), partie 3, p. 137-139, texte fig.
- 1861 : Sur deux pièces de monnaie crétoises au British Museum, [lire 22 mars 1860], NC, New Series, vol. 1 (1861), partie 3, p. 168-174, pl.
- 1861 : Sur une pièce de monnaie de la Cyrénaïque, présentée au British Museum par feu FH Crowe, Esq. HM Consul au Caire, [lire le 24 octobre 1861], NC, New Series, vol. 1 (1861), partie 4, p. 201-203, texte fig.
- 1862 : Sur une nouvelle pièce de monnaie de l'ancienne Italie, [lire 20 novembre 1862], NC, New Series, vol. 2 (1862), partie 8, p. 300-301, texte fig.
- 1863 : Collection de pièces grecques du défunt colonel Leake [offerte à l'Université de Cambridge pour 5 000 £], NC, New Series, Vol. 3 (1863), partie 12, p. 266-267. [accepté, voir 1864, 75]
- 1864 : Les monnaies des Ptolémées (à suivre), NC, Nouvelle Série, vol. 4 (1864), partie 13, p. 7-16, pl., 2 tableaux [voir 159, 231 ci-dessous ; 1865, 126, 321 ; 1866, 1; 1867, 161]
- 1864 : Monnaies des Ptolémées, suite, NC, Nouvelle Série, vol. 4 (1864), partie 15, p. 159-173, 2 pl.
- 1864 : Monnaies des Ptolémées, suite, NC, Nouvelle Série, vol. 4 91864), partie 16, p. 231-235, 2 pl.
- 1864 : Sur les monnaies grecques illustrant l'art grec [livré le 27 mai 1864], p. 236-247, pl.
- 1865 : Monnaies des Ptolémées, suite, NC, Nouvelle Série, vol. 5 (1865), partie 18, p. 126-160, pl, 2 cartes.
- 1865 : Monnaies des Ptolémées, suite, NC, Nouvelle Série, vol. 5 (1865), partie 20, p. 321-336, 2 pl, 2 cartes.
- 1866 : Monnaies des Ptolémées, suite, NC, Nouvelle Série, vol. 6 (1866), partie 21, p. 1-20, 3 textes fig.
- 1867 : Monnaies des Ptolémées, conclu, NC, Nouvelle Série, vol. 7 (1867), partie 27, p. 161-202.
- 1875-1890 : Catalogue des pièces de monnaie orientales du British Museum, par Stanley Lane-Poole et Reginald Stuart Poole.
- 1878 : Un catalogue descriptif des pièces de monnaie suisses au South Kensington Museum, par Reginald Stuart Poole, Chauncy Hare Townshend et Victoria and Albert Museum.
- 1885 : Monnaies et médailles : leur place dans l'histoire et l'art, par Reginald Stuart Poole et Stanley Lane-Poole.
- 1892 : Catalogue des monnaies d'Alexandrie et des Nomes, par Reginald Stuart Poole (dans la série : Catalogue des monnaies grecques du British Museum, éd. par Reginald Stuart Poole).
- 1854/85 : Sur la monnaie des dynasties appelées les Benee-Tooloon et les Ikhsheedeeyeh, régnant en Égypte, NC 17 (1854-1855), p. 116-126, pl.
- 1876 : Catalogue des pièces grecques du British Museum, éd. par RS Poole, avec BV Head et P. Gardner, Londres, 1876. (annoncé dans NC, New Series, vol. 16 (1876), partie 63, p. 276.
- 1877 ; Catalogue des pièces orientales du British Museum : vol. II, Coins of the Mohammedan Dynasties, Classes III-X, par Stanley Lane Poole, éd. par RS Poole, Londres, 1876 (annoncé dans NC, New Series, vol. 17 (1877), partie 65, p. 78.
- 1883 : Graveurs de monnaies athéniens en Italie (monnaies de Terina), [lire le 21 février 1884], NC, Third Series, vol. 3 (1883), partie 12, p. 269-277, 2 pl.
- 1889 : Catalogue des pièces de monnaie grecques du British Museum - Pontus, Paphlagonia, Bithynia and the Kingdom of the Bosphore, par Warwick Wroth, éd. par RS Poole, Londres, 1889 (annoncé par BV Head dans NC, Third Series, vol. 38 (1890), p. 173-174.